# Sonate pour piano no 13 de Mozart
Pour les articles homonymes, voir Sonate pour piano (homonymie).
La Sonate pour piano no 13 en si bémol majeur, K. 333 / 315c de Wolfgang Amadeus Mozart est une sonate pour piano avec trois mouvements. Elle a été composée à Linz à la fin de 1783.

## Datation
La date de publication de cette sonate ne pose aucun problème à déterminer : le 21 avril 1784 à Vienne, par Christoph Torricella, en même temps que la Sonate pour piano no 6 K. 284 et la Sonate pour piano et violon en si bémol majeur K. 454, ce groupe portant le numéro d'opus 7. La date réelle de composition, cependant, s'est révélée plus difficile à déterminer. Parce que le manuscrit n'est pas écrit sur le type de papier à musique que Mozart employait usuellement à Vienne, les musicologues croyaient que la pièce avait été composée avant que Mozart ne s'installe dans cette ville. Ainsi, Köchel, dans la première édition de son catalogue (1862), a avancé la date hypothétique de 1779, plus tard précisée par Georges de Saint-Foix (1936) à « Salzbourg, début janvier-mars 1779 ». Cependant, Alfred Einstein, dans la troisième édition du catalogue Köchel (1937), a déclaré que la sonate avait été composée à la fin de l'été 1778 à Paris. Cette date a été maintenue jusqu'à la sixième édition du catalogue de Köchel (1964).
Plus récemment, cette date a été invalidée par les conclusions de Wolfgang Plath et Alan Tyson. Sur la base de l'écriture de Mozart, Plath date la pièce autour de 1783/84, « probablement peu de temps avant la première publication ». En outre, Tyson démontre de manière convaincante à l'aide de tests sur le papier que l'œuvre a été composée à la fin de 1783, probablement en novembre, en même temps que la Symphonie Linz, K. 425, lorsque le couple Mozart partant de Salzbourg pour retourner à Vienne, a fait une halte à Linz. Cette nouvelle datation correspond également à des critères stylistiques.
L'autographe est à la Bibliothèque d'État de Berlin.

## Analyse
La sonate se compose de trois mouvements.
- Allegro, en si bémol majeur, à , 165 mesures, 2 sections répétées deux fois (première section : mesures 1 à 63 et seconde section : mesures 64 à 165) - partition
- Andante cantabile, en mi bémol majeur, à 
, 82 mesures, 2 sections répétées deux fois (première section : mesures 1 à 31 et seconde section : mesures 32 à 82) - partition
- Allegretto grazioso, en si bémol majeur, à , 224 mesures - partition

La durée de l'interprétation est d'environ 23 minutes.
Introduction de l'Allegro :
Introduction de l'Andante cantabile :
Introduction de l'Allegretto grazioso :